# Palio di Siena
Il Palio er et traditionelt hestevæddeløb, der afvikles på Piazza del Campo i Siena, Italien. Løbet finder sted hvert år den 2. juli og den 16. august. Væddeløbet går tilbage til 1283, men har i sin nuværende form fundet sted fra omkring år 1700. Der findes lignende hestevæddeløb flere steder i Italien, men Palio’en i Siena er det mest berømte og traditionsrige.
Ud af byens 17 bydele (bydel=contrada) deltager de 10 i palioen. De 10 deltagere er de 7, der ikke deltog året før samt tre, der findes ved lodtrækning. Vinderen modtager et silkebanner (en såkaldt palio), og det er en stor ære at vinde, men også bare at tilhøre den vindende contrada.
Forberedelserne er af uhyre stor betydning for contraderne; de varer i 3 dage før selve dagen. Hestene fordeles ved lodtrækning, og de behandles med overordentlig stor respekt. De velsignes i contrada-kirken aftenen før løbet. Der er prøveløb, kirkelige ceremonier, historiske processioner og flere sociale sammenkomster inden for contrada’en. Alle contrade kæmper mod hinanden, og alle kneb gælder for at sejre: bestikkelse, sammensværgelser m.v. Der har endvidere forekommet doping-skandaler.
Selve løbet finder sted på Il Campo, hvor der er dækket med sand på en løbebane yderst og sat madrasser op i de skarpe hjørner. Uden for løbebanen er der opsat dyre siddepladser, mens der indenfor er gratis ståpladser. Den historiske procession, hvor alle contrader viser deres dygtigste fanebærere, jonglører og trommere frem, varer omkring 4 timer, mens selve løbet kun varer de omkring 90 sekunder, som det tager hestene at spurte 3 omgange rundt på Campo’en.
Bagefter er der fest i hele Siena – for at fejre sejren, eller bare for at feste.

## Galleri
- Deltagerne optræder i middelalderens klæder
- Contradens bannere
- Fanebærer fra contraden Pantera
- Opløbet i 2008
- Efter løbet er der fest og fællesspisning i byen, her i contraden Onda

## Eksterne link
- Wikimedia Commons har flere filer relateret til Palio di Siena
- http://www.ilpalio.org

43°19′06″N 11°19′53″Ø / 43.318333333333°N 11.331388888889°Ø